# U 802
U 802 war ein deutsches Langstrecken-U-Boot der Klasse IX C/40, welches im Zweiten Weltkrieg zum Einsatz kam.

## Geschichte des Bootes

Das Wappen der 2. U-Flottille, welcher U 802 von Anfang Februar 1944 bis Ende November 1944 angehörte

U 802 wurde am 7. Dezember 1940, als zweites Boot der Serie U 801 bis U 820, bei der Geestemünder Seebeckwerft in Auftrag gegeben. Die Kiellegung unter dem Namen Neubau 711 begann am 1. Dezember 1941, der Stapellauf erfolgte am 31. Oktober 1942 und die Indienststellung unter Kapitänleutnant Rolf Steinhaus erfolgte am 12. Juni 1943. 
Als Turmembleme führte das Boot neben dem Zeichen der 2. U-Flottille (siehe links) und den olympischen Ringen auch ein eigenes Wappen: Ein Vierblättriges Kleeblatt, in dessen Mitte ein Pfeil von rechts durch ein Spiegelverkehrtes N, oder durch eine S Rune, stach.

## Kommandanten
- Rolf Steinhaus wurde am 1. April 1916 in Hachenburg, Kaiserslautern geboren. Er gehörte der sogenannten Olympia-Crew 36 an (deswegen auch die olympischen Ringe am Turm von U 802) und fuhr vom 11. März 1940 bis April 1941 als 2. Wachoffizier auf dem Typ VII B Boot U 101 unter Kapitänleutnant Fritz Frauenheim und Kapitänleutnant Ernst Mengersen. Er fuhr mit dem Boot auf sechs Feindfahrten, auf denen sie 20 Schiffe mit einer Gesamttonnage von 110.245 BRT versenken konnten. Nach Abschluss seines Kommandantenlehrgangs bei der 24. U-Flottille übernahm er für zwei Monate das Schulboot U 8 von Kapitänleutnant Borcherd. Nachdem er mehr als zwei Jahre lang Lehrer in der 2. U-Lehrdivision gewesen war, stellte er am 12. Juni 1943 U 802 in Dienst, welches er am 12. Dezember 1943 an Helmut Schmoeckel abgab.
- Helmut Schmoeckel wurde am 18. Dezember 1917 in Berlin geboren. Wie Rolf Steinhaus gehörte auch er der Olympia-Crew an. Nach Abschluss seiner U-Bootausbildung war er ab Dezember 1942 1. Wachoffizier auf dem Typ IX C Boot U 504 unter Korvettenkapitän Poske. Im Juni 1943 verließ er es, um sich zu seinem Kommandantenlehrgang bei der 24. U-Flottille zu begeben. Nach dessen Abschluss wurde er Kommandantenschüler auf U 802, welches er am 13. Dezember 1943 übernahm.

## Einsatzstatistik

### 1. Unternehmung
Das Boot verließ am 29. Januar 1944 um 8:00 Uhr den Hafen von Kiel zur 1. Feindfahrt. Es verlegte zunächst nach Kristiansand wo erneut Brennstoff und Wasser übernommen wurden und lief anschließend nach Stavanger. Auf der 92 Tage langen Feindfahrt operierte U 802 im Nordatlantik und bei Neufundland und es gelang die Versenkung eines Schiffes, der kanadischen Watuka mit 1.621 BRT. Auf dem Rückmarsch nach Lorient, dem neuen Heimathafen des Bootes, wurde es in der Biskaya von einem britischen Wellington Bomber attackiert, doch U 802 konnte entkommen. Dem Wellington Bomber wurde für längere Zeit die Versenkung von Oberleutnant zur See Abels' U 193 angerechnet, da dieses seit dem 23. April 1944 verschollen ist. Anschließend erfolgte der Einbau einer Schnorchelanlage bei der Kriegsmarinewerft, Lorient.

### 2. Unternehmung
Am 22. Juni 1944 lief das Boot um 21:15 Uhr aus Lorient zur 2. Feindfahrt aus. Auf dieser 16 Tage langen Fahrt operierte das Boot im Mittleren Nordatlantik ohne einen Feindkontakt auszumachen. Die Fahrt musste wegen eines Schnorchelschadens frühzeitig abgebrochen werden.

### 3. Unternehmung
U 802 verließ Lorient zum letzten Mal am 16. Juli 1944 und war von dort aus 122 Tage auf See. Auf der Fahrt operierte das Boot erneut im Nordatlantik im Sankt-Lorenz-Golf und erneut bei Neufundland, bevor es am 12. November 1944 in Bergen zur Schnorchelreparatur einlief. Anschließend verlegte U 802 über Bergen, Stavanger, Egersund, Flekkefjord, Farsund, Kristiansand und Horten nach Flensburg in die Werft. Auch auf dieser Fahrt konnten keine Versenkungen oder Beschädigungen erzielt werden.

### Verlegungsfahrt
Nach dem Ende der Werftliegezeit lief das frisch reparierte U 802 am 8. April 1945 von Kiel nach Horten und später nach Kristiansand, wo es auf die nächste Feindfahrt ausgerüstet wurde.

### 4. und letzte Unternehmung
Am 28. April 1945 um 21:00 Uhr verließ das Boot zum letzten Mal Kristiansand und verlegte nach Stavanger und Bergen, wo noch einige Ergänzungen durchgeführt wurden. Dann lief es am 2. Mai aus Bergen zur 4. Feindfahrt aus. Als Operationsgebiet war der Nordatlantik mit Ziel Harbour New York vorgesehen. Doch wegen des Kapitulationsbefehls wurde Loch Eriboll angelaufen, wo Kapitänleutnant Schmoeckel kapitulierte.

### Überführungsfahrt
Nach der Kapitulation wurde das Boot am 12. Mai nach Loch Alsh und den Hafen von Londonderry überführt, wo es auf seine Versenkung bei der Operation Deadlight wartete.

## Verbleib
Am 30. Dezember 1945 wurde U 802 zur Versenkung ausgewählt und vom britischen Zerstörer HMS Pytchley (L.92) in Schlepp genommen. Doch auf dem Weg zur Versenkungsposition brach die Schleppleine zum Boot, es verlor seinen Auftrieb, schnitt unter und versank. Es liegt noch heute im ehemaligen Marineplanquadrat AM 5377 auf der Position 55° 30′ N, 8° 25′ W.